# HD 13189
Désignations
HD 13189 est une étoile de la constellation boréale du Triangle. Sa magnitude apparente est égale à 7,56. Elle est distante d'environ ∼ 1 650 a.l. (∼ 506 pc) de la Terre. Il s'agit d'une étoile géante de type spectral K2. Sa masse vaut deux à sept masses solaires.
Les astronomes de l'Université d'Iéna ont publié en 2005 leur découverte à l'observatoire Karl-Schwarzschild d'un objet qui est en rotation autour de cette étoile et qu'il pourrait s'agir d'une naine brune ou d'une exoplanète.

## Découverte du compagnon
Le compagnon de HD 13189 a été mis en évidence par un groupe de chercheurs sous la direction du professeur Artie Hatzes, directeur du Thüringer Landessternwarte, par l'observation d'oscillations périodiques de la vitesse radiale de l'astre central. Cette découverte a été confirmée ensuite par l'observatoire McDonald au Texas. Le compagnon est au moins 8 à 20 fois plus massif que Jupiter, la plus grande planète du système solaire et réalise une révolution en 472 jours. Le demi grand-axe de l'orbite est d'environ 2 unités astronomiques.